# NGC 1691
NGC 1691 is een balkspiraalstelsel in het sterrenbeeld Orion. Het hemelobject werd op 15 december 1876 ontdekt door de Franse astronoom Édouard Jean-Marie Stephan.

## Synoniemen
- PGC 16300
- UGC 3201
- MCG 1-13-9
- MK 1088
- ZWG 420.19
- IRAS 04520+0311